# Homonoea uniformis
Homonoea uniformis är en skalbaggsart som beskrevs av Jordan 1894. Homonoea uniformis ingår i släktet Homonoea och familjen långhorningar. Inga underarter finns listade i Catalogue of Life.